# Dneprets
Dneprets (ryska: Днепрец) är ett vattendrag i Belarus.   Det ligger i voblasten Mahiljoŭs voblast, i den nordöstra delen av landet, 230 km öster om huvudstaden Minsk.
Trakten runt Dneprets består till största delen av jordbruksmark. Runt Dneprets är det ganska glesbefolkat, med 39 invånare per kvadratkilometer.